# 李海印
李海印（韩语：／ Lee Hae In，1994年7月4日—），韓國女歌手，舊譯李海仁。2023-2024年期間為S2娛樂旗下KISS OF LIFE的視覺總監，2024年起於DOD娛樂擔任新項目的製作人和總監，現為UNCORE旗下期間限定團體CLOSE YOUR EYES的總製作人。

## 人物概述
2015年，以SS娛樂旗下練習生身份參加PRODUCE 101，並在總決賽中遭淘汰。
2016年，以限定企劃團體I.B.I成員出道，為隊內隊長、第二主唱、主領舞。同年因合约问题向前经纪公司SS娱乐发起解约诉讼。
2017年因恐慌障碍退出所属经纪公司HYWY娱乐，原DAYDAY預備成員。
2017年，參加《偶像學校》，取得冠軍，但遭製作組造假成績淘汰。
2020年，簽約THE GROOVE COMPANY並於同年11月27日正式solo出道。
2022年起，擔任S2娛樂及旗下子公司AURA娛樂的視覺總監，為女團KISS OF LIFE的視覺總監。
2024年，擔任JTBC《Project 7》創意導師。
2024年12月20日，DOD娛樂宣布與李海印簽訂專屬合約，擔任新項目的製作人和總監。

## 音樂作品

### 數位單曲
| 單曲 | 單曲資料                                                                            | 曲目                                                                                     |
| 1st  | 首張單曲《Santa Lullaby (We Used To Sing)》 - 發行日期：2020年11月27日 - 語言：韓語 | 曲目 1. Santa Lullaby (We Used To Sing) 2. Santa Lullaby (We Used To Sing)(Instrumental) |

### 原聲帶
| 發行日期       | 電視劇/節目                | 歌曲                    | 合作歌手 |
| 2016年10月31日 | MBC《1%的可能性》          | I Want You Bad          | 白承憲   |
| 2016年12月14日 | MBC《舉重妖精金福珠》      | 瑟瑟（스르륵）          | 不適用   |
| 2022年5月1日   | KBS2《現在很美麗》         | it's love（사랑인거야） | 不適用   |
| 2022年9月30日  | TVING《換乘戀愛 (第二季)》 | Rewind                  | 不適用   |
| 2022年10月25日 | tvN《精神教練諸葛吉》      | Lean On Me（내게 기대） | 不適用   |

## 演出作品

### 電視劇
- 2016年 MBC 《1%的可能性》[17]飾演 李秀晶
- 2017年 OCN《焦急的羅曼史》[18][19]飾演 張恩菲

### 音樂劇
- 2022年9月16日至2023年1月24日《Klimt》飾演 Emily（女主角）

### 音放節目
- 2017年7月13日Mnet音放節目《M Countdown》 EP532 （Special Stage）[20]

### 典禮出演
- 2017 MAMA in Japan 以《偶像學校》Class 1代表的身分，與AKB48、與Weki Meki、金請夏、PRISTIN、fromis_9共同合作舞台表演《PICK ME》和《Heavy Rotation》+《幸運餅乾》組曲。

### 選秀節目
- 2016年 MNET《PRODUCE 101》[21]（女團 I.B.I[22]）。
- 2017年 MNET《偶像學校》[23]
- 2024年 JTBC《Project 7》（創意導師）

### 其他
- 2019年10月15日 MBC《PD手册》 本人出镜接受采访

## 註譯
1. ↑  負責出道專輯《KISS OF LIFE》至《Lose Yourself》。

## 外部連結
- 李海印的Instagram帳戶
- YouTube上的李海印頻道